# Santa Barbara (isola)
Santa Barbara, Situara o Sutvara (in croato: Sutvara) è un'isoletta della Dalmazia meridionale, in Croazia, che fa parte dell'arcipelago di Curzola (Korčulansko otočje). Amministrativamente appartiene al comune della città di Curzola, nella regione raguseo-narentana.
Su Santa Barbara, Petrara (Vrnik) e Camegnago (Kamenjak) c'erano le antiche cave di pietra curzolana di epoca romana, particolarmente attive nel XV e XVII sec., durante il periodo veneziano, e ormai abbandonate.

## Geografia
Santa Barbara è situata a est dell'isola di Curzola nelle acque del canale di Sabbioncello, circa 1,45 km a est di Plagna e Petrara, 1,7 km a sud di Maisan e 2,3 km a nord-est del porto di Lombarda. L'isola è alta 38 m, ha un'area di 0,098 km² e uno sviluppo costiero di 1,3 km.

### Isole adiacenti
- secca Skerpignak[8] (hrid Škrpinjak), piccolo scoglio a nord della sua riva settentrionale, a 110 m[2] circa di distanza; ha un'area di 910 m²[9] 42°56′32″N 17°11′30″E.
- Maisan, a nord.
- Badia (Badija) e Plagna (Planjak), a nord-ovest.
- Petrara (Vrnik) e Gubavaz (Gubavac), a sud-ovest.
- Bisaca (Bisače), a sud-est.

### Cartografia
- (HR) Mappa topografica della Croazia 1:25000, su preglednik.arkod.hr. URL consultato il 16 febbraio 2017.
- Carta di cabottaggio del mare Adriatico, foglio XI, Milano, Istituto geografico militare, 1822-1824. URL consultato il 16 febbraio 2017 (archiviato dall'url originale il 17 dicembre 2021).
- G. Giani, Carta prospettiva delle Comuni censuarie della Dalmazia, foglio 11, 1839. Fondo Miscellanea cartografica catastale, Archivio di Stato di Trieste.